# 임원희
임원희(林元熙, 1970년 10월 11일~)는 대한민국의 배우이다.

## 학력
- 수유중학교(졸업)
- 신일고등학교(1990년 졸업, 21회)
- 서울예술대학교 연극과(전문학사)

## 출연작

### 드라마
- 《낭만닥터 김사부 3》(SBS, 2023년) - 장기태 역
- 《지금부터, 쇼타임!》(MBC, 2022년) - 옥황상제 역 (특별출연)
- 《크레이지 러브》(KBS2, 2022년) - 박양태 역
- 《무브 투 헤븐: 나는 유품정리사입니다》(넷플릭스,  2021년) - 오현창 변호사 역
- 《꽃 피면 달 생각하고》(KBS2, 2021년) - 황소유 역[1]
- 《다크홀》(OCN, 2021년) -  박순일 역[2]
- 《KBS 드라마 스페셜 - 모단걸》(KBS2, 2020년) - 자작 역
- 《낭만닥터 김사부 2》(SBS, 2020년) - 장기태 역
- 《날 녹여주오》(tvN, 2019년) - 성인 손현기 역
- 《보좌관》(JTBC, 2019년) - 고석만 역
- 《나인룸》(tvN, 2018년) - 방상수 역
- 《기름진 멜로》(SBS, 2018년) - 왕춘수 역
- 《tvN 드라마 스테이지 - 직립 보행의 역사》(tvN, 2017년)
- 《힘쎈여자 도봉순》(JTBC, 2017년) - 백탁 역
- 《푸른 바다의 전설》(SBS, 2017년) - 의사 역
- 《낭만닥터 김사부》(SBS, 2016년) - 장기태 역
- 《너희들은 포위됐다》(SBS, 2014년) - 차태호 역
- 《연애조작단; 시라노》(tvN, 2013년) - 김철수 역
- 《신드롬》(JTBC, 2012년) - 오광희 역
- 《도롱뇽도사와 그림자 조작단》(SBS, 2012년) - 원삼 역
- 《드라마스페셜 - 필살기》(KBS2, 2011년) - 종만 역
- 《전우》(KBS1, 2010년) - 김준범 역
- 《세 친구》(MBC, 2000년) - 방상수 역 (정신과 의사 정웅인의 의과대학 후배이자 정신과 의사 안문숙의 의과대학 동기인 정형외과 의사 임원희 역으로 카메오 단역)

### 영화
- 《핸섬가이즈》(2024년) - 이원희 역
- 《도굴》(2020년) - 강동구, 삽다리 역
- 《천문: 하늘에 묻는다》(2019년) - 임효돈 역
- 《재혼의 기술》(2019년) - 경호 역
- 《각자의 미식》(2018년) - 정중 역
- 《늦여름》(2018년) - 정봉 역
- 《신과함께: 인과 연》(2018년) - 판관 2 역
- 《머니백》(2018년) - 백 사장 역
- 《신과함께: 죄와 벌》(2017년) - 판관 콤비 역
- 《성난 변호사》(2015년) - 박 사무장 역
- 《쓰리 썸머 나잇》(2015년) - 구달수 역
- 《막걸스》(2015년) - 장똘 역
- 《사랑해! 진영아》(2013년) - 산부인과의사 역
- 《뜨거운 안녕》(2013년) - 봉식 역
- 《미나문방구》(2013년) - 양복남 역
- 《나는 왕이로소이다》(2012년) - 해구 역
- 《Mr. 아이돌》(2011년) - 박상식 역
- 《체포왕》(2011년) - 고 박사 역
- 《로맨틱 헤븐》(2011년) - 김 형사 역
- 《맨발의 꿈》(2010년) - 이준상 역
- 《퀴즈왕》(2010년) - 풍 감독 역
- 《대한민국 1%》(2010년) - 왕종팔 하사 역
- 《황금시대》(2009년) - 임경업 역
- 《다찌마와 리 - 악인이여 지옥행 급행열차를 타라!》(2008년) - 다찌마와 리 역
- 《식객》(2007년) - 오봉주 역
- 《M》(2007년) - 성우 역
- 《죽어도 해피엔딩》(2007년) - 두찬 역
- 《펀치 스트라이크》(2006년) - 광견 역
- 《주먹이 운다》(2005년) - 원태 역
- 《여선생 VS 여제자》(2004년) - 드라마 남 역
- 《쓰리, 몬스터》(2004년) - 테러리스트 역
- 《실미도》(2003년) - 본인 역
- 《묻지마 패밀리》(2002년) - 극장고시생/국회의원 기호 1번 역
- 《재밌는 영화》(2002년) - 황보 역
- 《피도 눈물도 없이》(2002년) - 해파리 역
- 《이것이 법이다》(2001년) - 봉수철 역
- 《킬러들의 수다》(2001년) - 신부 역
- 《공포 택시》(2000년) - 경찰 1 역
- 《죽거나 혹은 나쁘거나》(2000년) - 이형사 역
- 《다찌마와 Lee》(2000년) - 다찌마와 리 역
- 《간첩 리철진》(1999년) - 택시강도 3 역
- 《기막힌 사내들》(1998년) - 한가닥 1 역

### 연극
- 《로미오와 줄리엣》(1995년)
- 《레인맨》(2009년) - 레이몬드 역

### 뮤지컬
- 《레미제라블》(1990년)
- 《아가씨와 건달들》(2000년)

## 연기 외 활동

### 방송
- 2013년 SBS 《정글의 법칙 in 미크로네시아》
- 2014년 SBS 《정글의 법칙 in 보르네오》
- 2014년 KBS2 《나는 남자다》
- 2015년 MBC 《진짜 사나이》
- 2017년 올'리브 《집사가 생겼다》
- 2018년 5월 13일 ~ 현재 SBS 《미운 우리 새끼》 - 고정 출연
- 2019년 KBS1 특집 다큐 《레디 액션》 - 내레이션
- 2019년 tvN 《일로 만난 사이》 - 게스트 출연 (with 지창욱과 동반출연)
- 2019년 JTBC 《아는 형님》 - 게스트 출연 (with 이엘리야, 김동준과 동반출연)
- 2020년 SBS 《런닝맨》 - 게스트 출연 (with 이제훈과 동반출연)
- 2021년 SBS 《신발 벗고 돌싱포맨》
- 2022년 tvN 《줄 서는 식당》- 32회 게스트
- 2023년 MBC 《황금어장 라디오스타》 - 835회 게스트
- 2024년 SBS 《덩치 서바이벌-먹찌빠》 - 15~16회 게스트
- 2024년 5월 11일 MBC 《놀면뭐하니?》 - 게스트
- 2024년 5월 15일 채널A 《인간적으로》- 3회 게스트
- 2024년 6월 1일 MBC 《놀면뭐하니?》 - 게스트

### 웹예능
- 2022년 《노빠꾸 탁재훈》- 게스트

### CF
- 2001년 한솔상호신용금고
- 2002년 맥도날드 새우버거
- 2002년 동원F&B 라우동 그랑누들
- 2003년 국순당 백세주 (송강호, 황보와 함께 출연)
- 2007년 SK매직 스팀오븐
- 2010년 광동제약 옥수수수염차
- 2011년 굿다운로더캠페인본부 굿다운로더캠페인
- 2012년 KT 워프스쿨
- 2013년 매일유업 머찌다순
- 2014년 글락소스미스클라인컨슈머헬스케어코리아 잔탁
- 2016년 식품의약품안전처 음식점위생등급
- 2018년 E1 오렌지카드
- 2018년 서울장수 인생막걸리
- 2019년 롯데카드 QR페이
- 2019년 MORPG 게임 던전앤파이터(정석용과 동반 출연)
- 2020년 삼성화재 다이렉트
- 2020년 원흥역 클래시아 더퍼스트

### 홍보대사
- 2014년 경찰병원 일일명예홍보대사
- 2020년 강릉시 홍보대사

## 수상 및 후보
| 연도 | 시상식                  | 부문                                | 작품                               | 결과 |
| ---- | ----------------------- | ----------------------------------- | ---------------------------------- | ---- |
| 2008 | 제29회 청룡영화상       | 남우조연상                          | 식객                               | 후보 |
| 2015 | MBC 방송연예대상        | 버라이어티 부문 남자 인기상         | 일밤 - 진짜사나이                  | 수상 |
| 2016 | SBS 연기대상            | 장르드라마부문 남자 특별연기상      | 낭만닥터 김사부                    | 후보 |
| 2018 | SBS 연예대상            | 버라이어티 부문 베스트 엔터테이너상 | 미운 우리 새끼                     | 수상 |
| 2018 | SBS 연기대상            | 남자 조연상                         | 기름진 멜로                        | 수상 |
| 2020 | SBS 연예대상            | 베스트 커플상                       | 미운 우리 새끼                     | 수상 |
| 2021 | SBS 연예대상            | 토크·버라이어티 부문 우수상         | 미운 우리 새끼, 신발 벗고 돌싱포맨 | 수상 |
| 2021 | SBS 연예대상            | 대상                                | 미운 우리 새끼                     | 수상 |
| 2022 | SBS 연예대상            | 신스틸러상                          | 신발 벗고 돌싱포맨                 | 수상 |
| 2023 | SBS 연예대상            | 명예사원상                          | 미운 우리 새끼, 신발 벗고 돌싱포맨 | 수상 |
| 2023 | SBS 연예대상            | 골든솔로상                          | 미운 우리 새끼, 신발 벗고 돌싱포맨 | 수상 |
| 2024 | 제11회 서울국제영화대상 | 엔터테이너상                        | 빈칸                               | 수상 |
| 2024 | SBS 연예대상            | 베스트 엔터테이너상                 | 미운 우리 새끼, 신발 벗고 돌싱포맨 | 수상 |